# Ray M. Wade junior

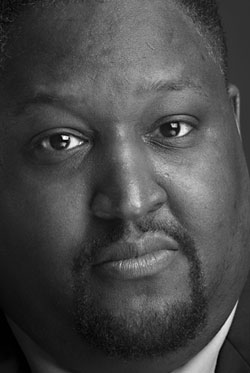
Ray M. Wade, Jr. (2008)

Ray M. Wade, Jr. (* 16. Februar 1964 in Clarksville, Texas) ist ein amerikanischer Opernsänger (Tenor).

## Leben
Nach internationalen Wettbewerbserfolgen hat der Tenor Ray M. Wade, Jr. auch in Deutschland eine Laufbahn gestartet. Er war von 1995 bis 1998 Ensemblemitglied des Nationaltheaters Mannheim und sang dort zahlreiche bedeutende Partien seines Fachs wie den Alfredo in La traviata, den Almaviva in Il barbiere di Siviglia, den Ferrando in Così fan tutte, den Don Ottavio in Don Giovanni, den Belmonte in Die Entführung aus dem Serail, den italienischen Sänger in Der Rosenkavalier, den Chevalier Belfiore in Rossinis Il viaggio a Reims und den Camille de Rossillon in Die lustige Witwe.
Der gebürtige Texaner studierte Gesang bei Willis Patterson und George Shirley. Bei nationalen und internationalen Gesangswettbewerben war er mehrfach erfolgreich, er gewann unter anderem 1992 in Mailand den Internationalen Enrico-Caruso-Wettbewerb und 1993 den Wettbewerb für Nachwuchskünstler der Metropolitan Opera in New York City. 1996 gehörte er zu den Preisträgern der Internationalen Queen Elizabeth Music Competition in Brüssel.

## Bühnenerfahrungen
Seine ersten Bühnenerfahrungen erwarb Ray M. Wade, Jr. 1983 bei der Fort Worth Opera, danach an der San Francisco Opera und der Dayton Opera, wo er die Tenorpartie bei der Uraufführung von Adolphus Hailstorks Oper Paul Laurence Dunbar: Common Ground sang, sowie am Western Opera Theatre als Don Ottavio in Mozarts Don Giovanni. 1993 gab er sein europäisches Debüt als Don Ottavio in Gent. Inzwischen sang Wade auch bei den Bregenzer Festspielen in Martinůs Griechischer Passion, war als Faust in Gounods Oper in Antwerpen erfolgreich, sang anlässlich des Papstjubiläums im Vatikan und in Berlin unter der Leitung von Christian Thielemann Beethovens 9. Sinfonie, unter Marcello Viotti im Rossinis Stabat mater im Gewandhaus Leipzig und 1999 im Prinzregententheater München als Belmonte in Die Entführung aus dem Serail mit Dietrich Fischer-Dieskau als Bassa Selim. Beim SWR hat er Opern- und Operettenarien eingespielt und in zahlreichen Rundfunkkonzerten unter anderem in der Alten Oper Frankfurt mitgewirkt. An der Seite von Edita Gruberová unter der Leitung von Friedrich Haider nahm er Normanno in Lucia di Lammermoor und Flavio in Norma für CD-Produktionen auf. Im Juni 2013 sang er am Stadttheater Koblenz den Georg in Wagners Urfassung des Fliegenden Holländers.

## Orchester
Ray M. Wade, Jr. hat mit renommierten Orchestern wie dem Metropolitan Opera Orchestra New York, dem Orchester der Deutschen Oper Berlin, dem San Francisco Opera Orchestra, dem Philharmonischen Orchester Warschau, dem Belgischen Philharmonic Orchestra, dem Orchester des Teatro dell’Opera di Roma, dem St. Paul Chamber Orchestra in St. Paul, Minnesota, unter der Leitung von Bobby McFerrin, den Wiener Symphonikern, dem Münchener Kammerorchester, dem Orchester des Opernhauses de la Monnaie in Brüssel, „Das Neue Orchester“ unter der Leitung von Christoph Spering und dem Gürzenich-Orchester zusammengearbeitet.

## Theaterengagements
Nach Engagements am Theater Basel (u. a. als Tamino in Mozarts Zauberflöte und Nadir in Bizets Die Perlenfischer) und an der Staatstheater Nürnberg, ist er seit der Spielzeit 2004/05 festes Ensemblemitglied der Oper Köln und spielte dort 2005 den Dionysos in Henzes Bassariden, 2006 als Don Alvaro in Verdis La forza del destino und 2007 als Rodolfo in Puccinis La Bohème sowie als Laca in Janáčeks Jenůfa, als Turridu in Mascagnis Cavalleria rusticana, als Canio in Leoncavallos Pagliacci, als Riccardo in Verdis Ein Maskenball und als Samson in Saint-Saëns’ Samson et Dalila.

## Repertoire

### Oper
| Rolle              | Oper                   | Komponist               |
| ------------------ | ---------------------- | ----------------------- |
| Riccardo           | Un ballo in maschera   | Giuseppe Verdi          |
| Turiddu            | Cavalleria rusticana   | Pietro Mascagni         |
| Canio              | Pagliacci              | Ruggiero Leoncavallo    |
| Laca Klemeň        | Jenůfa                 | Leoš Janáček            |
| Rodolfo            | La Bohème              | Giacomo Puccini         |
| Alvaro             | La forza del destino   | Giuseppe Verdi          |
| Dionysus           | The Bassarids          | Hans Werner Henze       |
| Faust              | Faust                  | Charles Gounod          |
| Alfredo Germont    | La traviata            | Giuseppe Verdi          |
| Samson             | Samson et Dalila       | Camille Saint-Saëns     |
| The Italian Singer | Der Rosenkavalier      | Richard Strauss         |
| Tamino             | Die Zauberflöte        | Wolfgang Amadeus Mozart |
| Nadir              | Les pêcheurs de perles | Georges Bizet           |

### Oratorium und Konzert
| Titel                    | Komponist                   |
| ------------------------ | --------------------------- |
| Johannespassion (Arien)  | Johann Sebastian Bach       |
| Magnificat               | Johann Sebastian Bach       |
| Messiah                  | Georg Friedrich Händel      |
| Petite Messe solennelle  | Gioachino Rossini           |
| Stabat mater             | Gioachino Rossini           |
| Die Schöpfung            | Joseph Haydn                |
| Nikolaimesse             | Joseph Haydn                |
| Nelson-Messe             | Joseph Haydn                |
| Stabat mater             | Franz Schubert              |
| Messe Nr. 6 Es-Dur       | Franz Schubert              |
| Messa di Gloria          | Giacomo Puccini             |
| Elias                    | Felix Mendelssohn Bartholdy |
| Die erste Walpurgisnacht | Felix Mendelssohn Bartholdy |
| Requiem                  | Wolfgang Amadeus Mozart     |
| Messa da Requiem         | Giuseppe Verdi              |
| Missa solemnis           | Ludwig van Beethoven        |
| 9. Sinfonie              | Ludwig van Beethoven        |
| Messe Nr. 1 d-Moll       | Anton Bruckner              |
| Stabat mater             | Antonín Dvořák              |
| Requiem                  | Antonín Dvořák              |
| Weihnachtsoratorium      | Antonio Casimir Cartellieri |
| Psalm 13                 | Franz Liszt                 |
| Le Roi David             | Arthur Honegger             |
| Messe Nr. 2 G-Dur        | Carl Maria von Weber        |
| Messa Solenne            | Mazzucato                   |
| Requiem                  | Andrew Lloyd Webber         |